# Seznam nosilcev spominskega znaka za zavzetje skladišča Borovnica
Seznam nosilci spominskega znaka za zavzetje skladišča Borovnica.

## Seznam
(datum podelitve - št. znaka - ime)
- neznano - 54 - Uroš Gabrovšek
- neznano - 55 - Denis Ule
- neznano - 56 - Robert Petrovčič
- neznano - 57 - Edvard Gregorka
- neznano - 58 - Janez Novak
- neznano - 59 - Tomaž Brence
- neznano - 60 - Peter Mencin
- neznano - 61 - Andrej Pristavec
- neznano - 62 - Smiljan Pajnkihar
- neznano - 63 - Niko Smole
- neznano - 64 - Alojz Koševič
- neznano - 65 - Dušan Radošek
- neznano - 66 - Bruno Dormiš
- neznano - 67 - Robert Miklavčič
- neznano - 68 - Dušan Radošek
- neznano - 69 - Rok Hrovatin
- neznano - 70 - Brane Zrinski
- neznano - 71 - Marko Lipuš
- neznano - 72 - Stanislav Kutler
- neznano - 73 - Robert Marolt
- neznano - 74 - Jože Fortuna
- neznano - 75 - Brane Brožič